# Cot Bateeraya
Cot Bateeraya är en kulle i Indonesien.   Den ligger i provinsen Aceh, i den västra delen av landet, 1 800 km nordväst om huvudstaden Jakarta. Toppen på Cot Bateeraya är 353 meter över havet.
Terrängen runt Cot Bateeraya är kuperad åt nordväst, men åt sydost är den bergig.Runt Cot Bateeraya är det ganska glesbefolkat, med 34 invånare per kvadratkilometer. I omgivningarna runt Cot Bateeraya växer i huvudsak städsegrön lövskog.